# Eriocoelum kerstingii
Eriocoelum kerstingii är en kinesträdsväxtart som beskrevs av Ernest Friedrich Gilg och Adolf Engler. Eriocoelum kerstingii ingår i släktet Eriocoelum och familjen kinesträdsväxter. Inga underarter finns listade i Catalogue of Life.